# Bom Jesus dos Perdões
Bom Jesus dos Perdões é um município brasileiro do estado de São Paulo. Localiza-se a uma latitude 23º08'06" sul e a uma longitude 46º27'55" oeste, estando a uma altitude de 770 metros. Sua população estimada pelo IBGE em 2024 era de 22.501 habitantes. Devido a proximidade com a cidade vizinha de Atibaia e intenso fluxo de moradores entre as duas, segundo o IBGE, trata-se de uma Conurbação com mais de 180 mil habitantes.

## História

### Fundação
Município fundado em 22 de maio de 1705 (320 anos), por Bárbara Cardoso de Almeida, paulistana, filha de Mathias Cardoso de Almeida e Isabel Furtado. Seu filho frei Mathias Lopes é fundador de Nazaré Paulista.
A região integra o ciclo das bandeiras que partiam de São Paulo com destino aos sertões brasileiros a procura de riquezas minerais, principalmente esmeraldas e outras pedras preciosas. Fernão Dias Paes Leme, em sua última "bandeira", deixou naquela região sua prima, Bárbara Cardoso, que estabeleceu-se no local, dando início ao povoado do qual se originaram duas cidades irmãs: Bom Jesus dos Perdões e Nazaré Paulista.
Ela foi responsável pela construção de uma capela, que deu origem ao atual Santuário do Senhor Bom  Jesus dos Perdões, um templo religioso católico, em estilo barroco mineiro, que no início do século XIX foi reformado pelos discípulos de Antônio Francisco Lisboa, o Aleijadinho.
Em 1913, a capela do Senhor Bom Jesus dos Perdões foi elevada a Santuário Arquiepiscopal, hoje, um centro religioso que recebe anualmente a visita de milhares de turistas e devotos vindos de todas as partes do país.

### Topônimos
No progresso entre povoado até chegar a município, a Bom Jesus dos Perdões foram atribuídos outros nomes:
- Bom Jesus dos Perdões - conforme o nome de sua capela, fundada em 1705, e seu padroeiro.
- Perdões - foi elevada a categoria de Freguesia pela lei 1543 de 30/12/1916, dentro do município de Nazaré Paulista, com o nome de Perdões.
- Ajuritiba - o decreto-lei 14334 de 20/11/1944 mudou seu nome para Ajuritiba.
- Bom Jesus dos Perdões - pela lei 233 de 24 de dezembro de 1948 tomou seu atual nome, e pela lei 5285 de 18/12/1959 foi elevado a município com este nome.

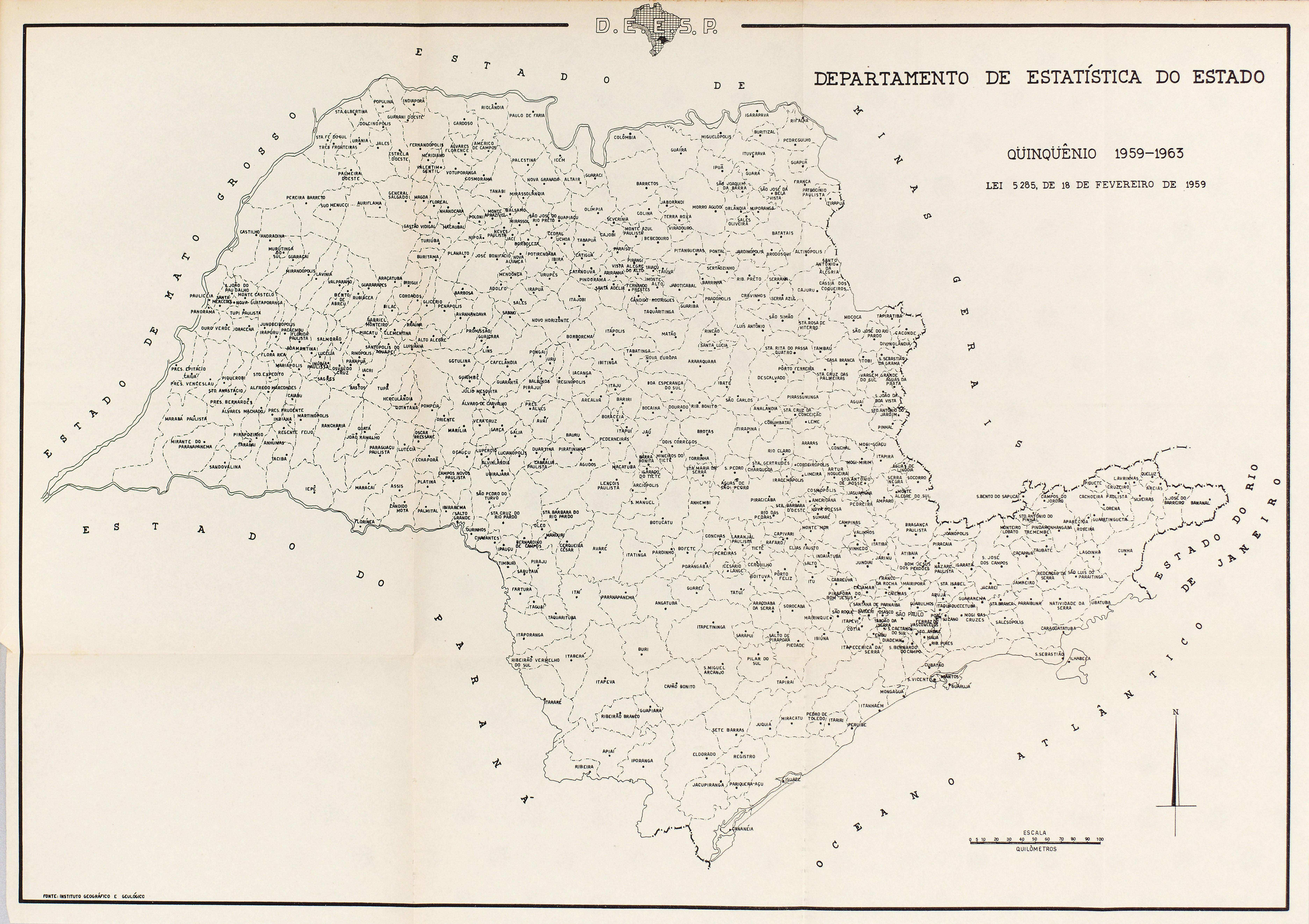
Estado de São Paulo (1959).

## Geografia
A cidade está localizada às margens da Rodovia Dom Pedro I (SP-65) , muito próxima de grandes centros como São Paulo (77 km), São José dos Campos (77 km) e Campinas (87 km). Com um território de 108,513 km², o município faz divisa com Atibaia (a oeste), Nazaré Paulista (a leste), Piracaia (ao norte) e Mairiporã (ao sul).

### Planejamento e Urbanismo
Na vista por satélite nota-se uma distribuição urbana um pouco peculiar com o centro da cidade praticamente na zona sul e o resto da cidade cresceu praticamente toda em direção ao norte, voltando-se ao município vizinho de Atibaia e às margens da Rod. Dom Pedro I. Como ocorre em grande parte das cidades brasileiras, na zona sul encontra-se poucos bairros porém de maior padrão social como o Loteamento Alpes D'Ouro localizado no bairro Serra Negra.

### Relevo
O município apresenta elevação de 770 metros e relevo com ondulações na maior parte do perímetro urbano, elevações acima dos 1.400 m a oeste na Serra da Cantareira próximo ao Monumento Natural Estadual da Pedra Grande e regiões mais planas em direção ao sul.

### Clima
O clima de Bom Jesus dos Perdões é tropical de altitude, tendo invernos relativamente frios e secos e verão quente e chuvoso.
| Gráfico climático para B. J. Perdões                          | Gráfico climático para B. J. Perdões | Gráfico climático para B. J. Perdões | Gráfico climático para B. J. Perdões | Gráfico climático para B. J. Perdões | Gráfico climático para B. J. Perdões | Gráfico climático para B. J. Perdões | Gráfico climático para B. J. Perdões | Gráfico climático para B. J. Perdões | Gráfico climático para B. J. Perdões | Gráfico climático para B. J. Perdões | Gráfico climático para B. J. Perdões |
| ------------------------------------------------------------- | ------------------------------------ | ------------------------------------ | ------------------------------------ | ------------------------------------ | ------------------------------------ | ------------------------------------ | ------------------------------------ | ------------------------------------ | ------------------------------------ | ------------------------------------ | ------------------------------------ |
| J                                                             | F                                    | M                                    | A                                    | M                                    | J                                    | J                                    | A                                    | S                                    | O                                    | N                                    | D                                    |
| 239 27 18                                                     | 218 28 18                            | 160 27 18                            | 76 25 16                             | 74 23 13                             | 56 22 12                             | 43 22 12                             | 38 23 13                             | 81 24 14                             | 124 24 15                            | 145 26 16                            | 201 26 17                            |
| Temperaturas em °C • Precipitações em mmFonte: Canal do Tempo |                                      |                                      |                                      |                                      |                                      |                                      |                                      |                                      |                                      |                                      |                                      |

### Hidrografia
- Rio Cachoeira
- Rio Atibainha
- Rio Atibaia

### Rodovias
- SP-65
- SP-36

### Bairros

#### Serra Negra

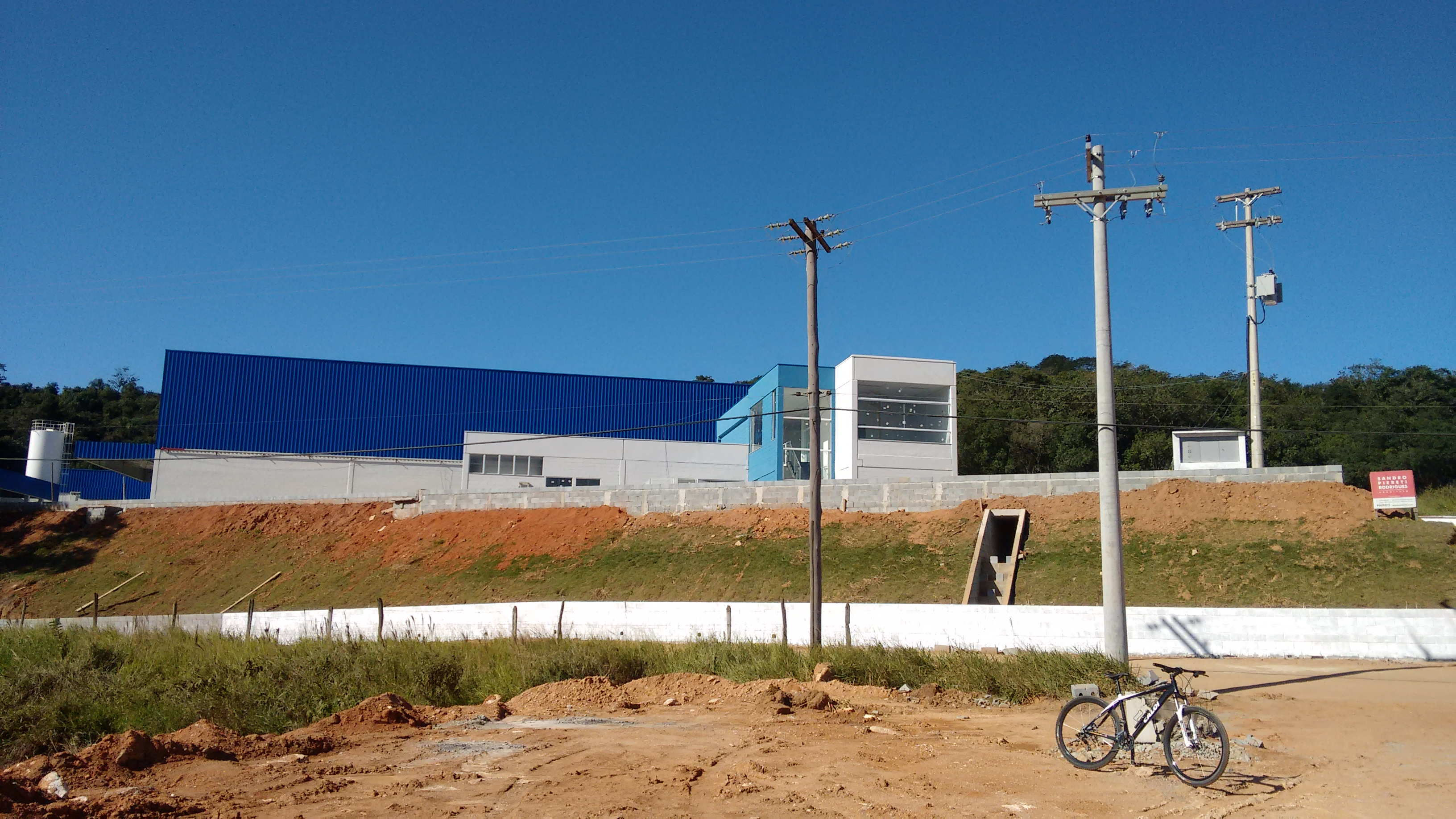
Serra Negra: Novas empresas e ruas de terra

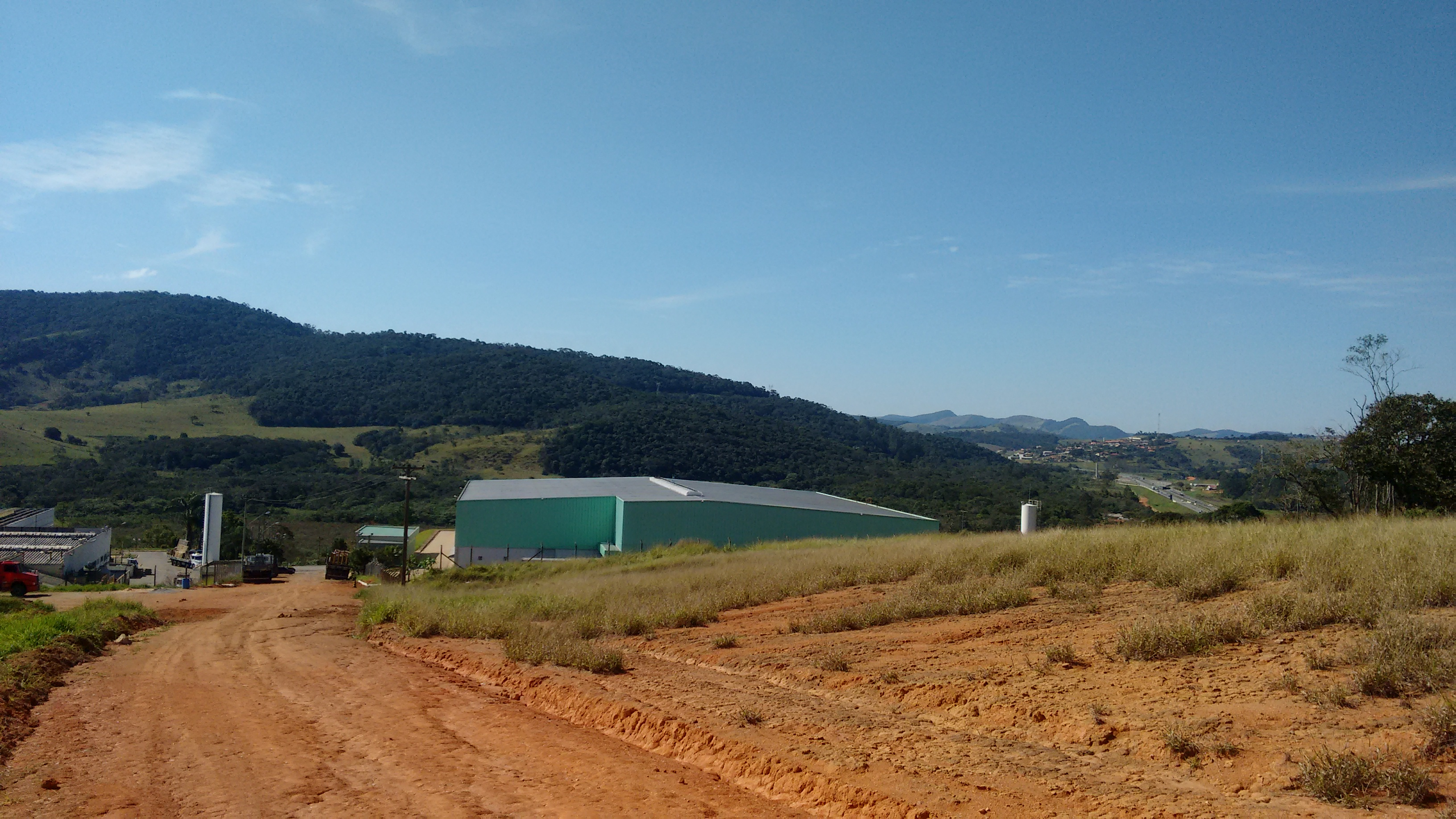
Serra Negra: Ótima localização para empresas no trevo e pobre infraestrutura

Bairro com privilegiada localização com o trevo do km 59 da rodovia Dom Pedro I SP-65. Devido a essas facilidades, o bairro tem atraído muitas empresas e milhares de moradores com isso um intenso tráfego de veículos. A Estrada municipal da Serra Negra num trecho de apenas 9 km liga a Dom Pedro I SP-65 até a Rodovia Salomão Chamma SP-23 permitindo o acesso com a cidade de Mairiporã. O bairro possui pequeno comércio como açougue, mini-mercados e uma escola do ensino primário.

#### Alpes D’Ouro
É um condomínio tranquilo, totalmente residencial, formado somente de sítios e chácaras. Existe apenas uma entrada com uma guarita da associação de moradores local que controla o fluxo de veículos. Praticamente não há comércio no bairro, exceção o Pesqueiro e Restaurante Monte Fuji. Possui acesso pela Rod. Dom Pedro I no km 59, totalmente asfaltado.

#### Marinas
Localizado ao lado do Alpes Bom Jesus é um bairro tranquilo com apenas uma entrada. Praticamente não há comércio no bairro. Formado somente de chácaras, a via principal do bairro foi asfaltada, possui acesso pela Rod. Dom Pedro I no km 58.

#### Pedra Grande
Sendo um bairro com localização privilegiada no trevo do km 65 da Rod. Dom Pedro I SP-65 com a Rod. Jan Antonin Bata SP-36 o bairro tem atraído inúmeras empresas. Não há comércio no bairro. A via principal que leva a essas empresas foi recentemente asfaltada. Atualmente o bairro encontra-se num grande canteiro de obras de galpões industriais.

## Demografia

### População
| Crescimento populacional                             | Crescimento populacional | Crescimento populacional | Crescimento populacional |
| Ano                                                  | População Total          |                          | %±                       |
| ---------------------------------------------------- | ------------------------ | ------------------------ | ------------------------ |
| 1960                                                 | 2 605                    |                          | —                        |
| 1970                                                 | 3 834                    |                          | 47,2%                    |
| 1980                                                 | 7 096                    |                          | 85,1%                    |
| 1991                                                 | 9 854                    |                          | 38,9%                    |
| 2000                                                 | 13 313                   |                          | 35,1%                    |
| 2010                                                 | 19 708                   |                          | 48,0%                    |
| 2022                                                 | 22 006                   |                          | 11,7%                    |
| Est. 2024                                            | 22 501                   | [ 6 ]                    | 2,2%                     |
| Fontes: Censos Demográficos IBGE e Estimativas SEADE |                          |                          |                          |

### Dados demográficos
Dados do Censo - 2022
População Total: 21.942
- Urbana: 19.148
- Rural: 2.794
- Homens: 50,4% = 11.059hab
- Mulheres: 49,7% = 10.883hab

Densidade demográfica: 202,48hab/km² 
Mortalidade infantil até 1 ano (por mil): 26,79 óbitos por 1000 nascidos
Expectativa de vida (anos): 70,73
Taxa de fecundidade (filhos por mulher): 2,45
Taxa de Alfabetização: 89,55%
Índice de Desenvolvimento Humano (IDH-M): 0,713
- IDH-M Renda: 0,719
- IDH-M Longevidade: 0,762
- IDH-M Educação: 0,859

(Fonte: IPEADATA)

## Infraestrutura

### Energia
A concessionária de energia elétrica que atende o município é a Neoenergia Elektro, antiga CESP.

### Saneamento
O município tem captação própria de água e a distribui por toda a zona urbana através de um departamento da própria prefeitura. A rede de esgoto também abrange toda zona urbana, mas não há tratamento.

### Comunicações
O sistema de telefones automáticos foi inaugurado na cidade em 1974 pela Telecomunicações de São Paulo (TELESP), que também implantou o sistema de discagem direta à distância (DDD) em 1982 com o código de área (011).

## Cultura e lazer
Conhecida regionalmente por seu tradicional turismo religioso, a cidade de Bom Jesus dos Perdões realiza diversas festas ao longo do ano, sempre regadas a muitos shows, comércios e brinquedos espalhados pelas ruas centrais da cidade. Entre as principais, destacam-se a Festa de São Sebastião, comemorada no final de janeiro, e a Festa do Padroeiro, comemorada durante a primeira semana de agosto.
Está presente no município a BJPAero, Associação de Aeromodelismo de Bom Jesus dos Perdões, fundada em 2005, homologada pela Confederação Brasileira de Aeromodelismo (COBRA).

### Atrações turísticas
- Cachoeira do Barrocão
- Pedra do Coração
- Igreja Matriz

## Religião

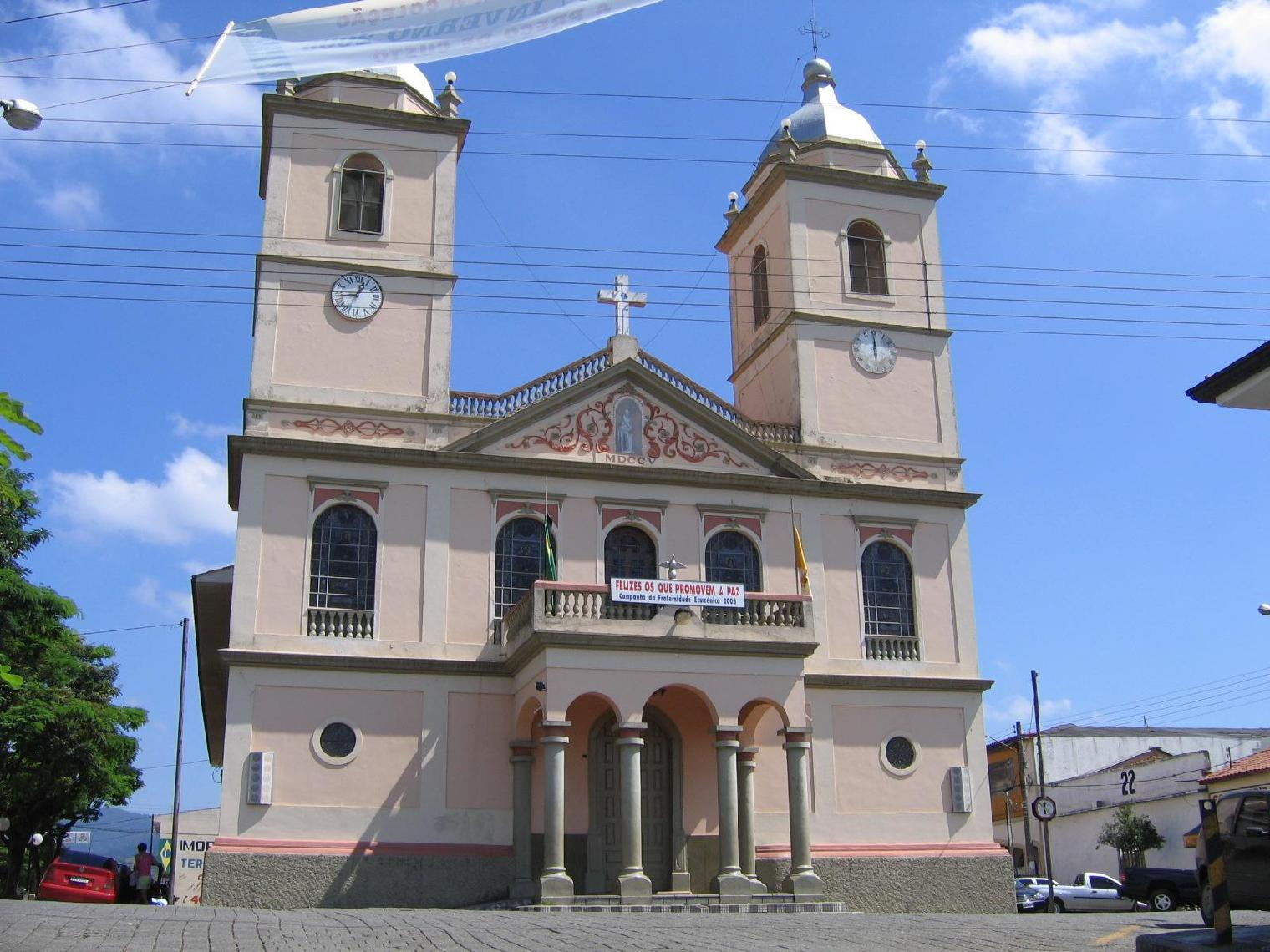
Igreja Matriz.

O Cristianismo se faz presente na cidade da seguinte forma:

### Igreja Católica
- A igreja faz parte da Diocese de Bragança Paulista.[16]

### Igrejas Evangélicas
- Assembleia de Deus Ministério do Belém.[17][18]
- Congregação Cristã no Brasil.[19]